# Marco Aneyo
Marco Aneyo fue un legado de Marco Tulio Cicerón durante su gobierno en Cilicia, en el año 51 a. C.
Aneyo parece haber tenido ciertos tratos pecuniarios con los habitantes de Sardes, y Cicerón le dio una carta de presentación al propretor Quinto Minucio Termo, que la carta podría ayudarle en este asunto.
En la campaña de Cicerón contra los partos en el año 50 a. C., Aneyo lideró parte de las tropas romanas.